# Hamilton Luske
Hamilton Luske (ur. 16 października 1903 w Chicago, zm. 19 lutego 1968 w Los Angeles) – amerykański reżyser filmowy, uznany twórca filmów animowanych.
Od 1931 do swojej śmierci w 1968 pracował dla wytwórni filmowej Walt Disney Animation Studios. Jej właściciel, czyli sam Walt Disney, powierzył Luskemu zadanie stworzenia postaci Królewny Śnieżki w pierwszym pełnometrażowym filmie wytwórni, Królewnie Śnieżce i siedmiu krasnoludkach (1937).
Luske był twórcą lub współtwórcą pełnometrażowych animacji powstałych w studiu Disneya, począwszy od Kopciuszka (1950) przez Alicję w Krainie Czarów (1951) i Piotrusia Pana (1953) aż po Zakochanego kundla (1955), Śpiącą królewnę (1959) i 101 dalmatyńczyków (1961). 
Za Kopciuszka (1950) zdobył Złotego Niedźwiedzia dla najlepszego musicalu na pierwszym w historii MFF w Berlinie. Animowana sekwencja w musicalu Mary Poppins (1964) Roberta Stevensona przyniosła mu Oscara za najlepsze efekty specjalne.